# Hitomi Kanehara
Hitomi Kanehara (jap. 金原 ひとみ, ur. 8 sierpnia 1983 w Tokio) – japońska pisarka.

## Życiorys
Jej ojciec był wykładowcą uniwersyteckim oraz tłumaczem książek dla dzieci. Porzuciła szkołę w wieku jedenastu lat. Przeżywała wówczas problemy psychiczne, m.in. podejmowała próby samobójcze (podcięcie żył w nagdgarstkach). W wieku piętnastu lat wyprowadziła się od rodziców i zamieszkała z partnerem. Od młodości pisała różnego rodzaju teksty literackie, a ich próbki wysyłała do oceny ojcu. Zadebiutowała w 2004 powieścią "Języki i kolczyki" (jap., Hebi ni piasu, 蛇にピアス), za którą zdobyła Nagrodę im. Akutagawy (ex aequo z Risą Watayą – obie pisarki były wówczas najmłodszymi laureatkami tego wyróżnienia w historii). Według New York Timesa Kanehara stała się "ikoną japońskiej popkultury". Zyskała też etykietę przedstawicielki problematycznej subkultury młodzieżowej. Działając w ramach spektaklu medialnego, wykorzystuje literackie dziedzictwo ciała, aby uczynić swoją twórczość czymś istotnym w bardzo skomercjalizowanej kulturze Japonii XXI wieku.
Jej druga powieść (Asshu beibī), ukazała się również w 2004. W 2006 wyszła Ōtofikushon, która była kandydatem do azjatyckiej nagrody literackiej Man. W tym samym roku ukazała się także Haidora.